# Diecezja Inhambane
Diecezja Inhambane (łac. Dioecesis Inhambanianus, por. Diocese de Inhambane) – rzymskokatolicka diecezja ze stolicą w Inhambane, w Mozambiku. Jest sufraganią archidiecezji Maputo.
W diecezji służy 39 braci i 68 sióstr zakonnych.

## Historia
3 sierpnia 1962 papież Jan XXIII bullą Supremi muneris erygował diecezję Inhambane. Dotychczas wierni z terenów nowego biskupstwa należeli do archidiecezji Lourenço Marques (obecnie archidiecezja Maputo).

## Biskupi Inhambane
Pierwszy biskup Inhambane był Portugalczykiem, a kolejni Mozambijczykami.
- Ernesto Gonçalves da Costa OFM (27 października 1962 - 23 grudnia 1974) W 1974 także administrator apostolski archidiecezji Maputo. Następnie mianowany biskupem Beiry.
- Alberto Setele (20 listopada 1975 - 7 września 2006)
- Adriano Langa OFM (7 września 2006 - 4 kwietnia 2022)
- Ernesto Maguengue (od 2022)